# 펌프 잇 업
《펌프 잇 업》(Pump It Up, 약칭 펌프, 펌피럽, PIU)은 안다미로가 개발한 리듬 게임이다. 음악에 맞춰 올라오는 화살표에 따라 발로 발판을 누르는 방식으로 플레이한다. 오락실 등에서 플레이 할 수 있는 아케이드 게임으로 2000년 무렵 크게 인기를 끌었으며, 그 뒤로 가정용 버전도 출시되었다.

## 개요
아케이드용 펌프 기계는 전선으로 연결된 발판과 본체로 이루어져 있다. 발판은 왼쪽(1P)에 5개, 오른쪽(2P)에 5개로 모두 10개가 있는데, 게임 플레이어는 게임 모드에 따라 한 쪽 5개의 발판만을 사용하거나 혹은 10개 모두를 사용한다. 플레이어가 기계 본체에 일정한 액수의 동전을 넣은 뒤, 게임 모드와 곡을 선택하면 게임이 시작된다. 이때 본체의 화면에 각 발판에 대응되는 화살표가 올라오며, 이 화살표가 화면 위쪽에 있는 판정선 위치에 도달했을 때 이에 맞는 발판을 밟는 것이 게임의 목적이다. 화살표가 판정선 근처에 있을 때 해당되는 발판을 밟으면 그 정확도에 따라 퍼펙트(Perfect), 그레잇(Great), 굿(Good), 혹은 배드(Bad) 등의 판정이 화면에 나타나며, 화살표가 판정선을 지나가는 동안 해당되는 발판을 밟지 않은 경우에는 미스(Miss) 판정을 받게 된다. 화면에 나타나는 판정의 크기는 버전에 따라 다르며, 기계의 난이도 설정에 따라 달라지는 경우도 있다. 화면의 위쪽에 나타나는 게이지는 플레이어가 퍼펙트 등의 높은 판정을 연속해서 받을 경우 증가하고, 배드나 미스 등의 판정을 받을 때에는 감소한다. 기계의 스테이지 브레이크(Stage Break) 설정이 켜져 있을 경우(이를 "브레이크 온"이라 한다: 줄여서 '브렉온'), 게이지가 하나도 남지 않게 되면 게임이 종료된다. 스테이지 브레이크 설정이 꺼져 있을 경우(이를 "브레이크 오프"라 한다: 줄여서 '브렉오프')에는, 게이지가 전부 없어져도 연속해서 51개의 미스를 받지 않는 이상 곡이 끝날 때까지는 게임이 종료되지 않는다. 만일 미스 콤보 51개를 받으면 게임이 종료되거나 피에스타 EX에 등장한 노라조의 슈퍼맨 더블 23과 같은 부분인 51개의 노트를 놓치게 되면 게임이 종료된다. 이와 같은 이유로 게임이 종료되지 않을 경우, 플레이어는 동전을 넣은 뒤 대체로 3~4 스테이지 정도를 플레이할 수 있다.

### 난이도
곡의 난이도는 숫자나 동그라미와 같은 기호의 개수로 표시되는데, 그 기준은 버전과 게임 모드에 따라 차이가 있다. Exceed 버전 이전의 모든 버전에서 난이도는 1에서 10 사이로 매겨졌는데, 유일한 예외는 프리미어 2에 등장한 북(Vook)의 더블 모드가 난이도 12로 표시된 것이다. Exceed 버전 이전의 난이도의 기준은 모드에 따라 달라서, 난이도 5의 크레이지 곡은 대체로 난이도 8의 크레이지 곡보다 쉽지만, 많은 경우 난이도 7의 하드 곡보다는 어려웠다. 그 후, Exceed 버전 이후에서는 모든 모드에 동일하게 적용되는 1에서 20까지의 새 난이도 체계가 선을 보였고, Exceed2와 ZERO 버전은 익시드의 난이도 체계를 크게 수정하지 않았다. 그러다가 NX 버전부터 모든 모드에 동일하게 별, 해골, 물음표로 난이도를 나타내었는데, 레벨 1~14는 별, 15~23은 해골, 그 이상은 물음표로 나타내었다. NX2와 NXA의 난이도 체계는 NX와 비슷했으나, 난이도 표시가 동그라미(1~8), 별(9~16), 해골(17~24), 물음표가 되었다는 것에 차이가 있다. 또한 NX에서는 난이도가 숫자로 표기되지 않았으나, NX2와 NXA에서는 그림과 함께 숫자가 병기되어 있다. 예를 들어서 레벨 11을 NX에서는 그냥 별 5개 반으로 표시했다면, NX2와 NXA에서는 별 3개와 함께 왼쪽에 Lv. 11이라는 표시를 같이 한다. 2010년 출시된 Fiesta 버전부터는 동그라미, 별, 해골 등이 없어지고 오로지 숫자로만 난이도가 표기되었다. 또한 노멀, 하드, 크레이지의 구분이 없어지고 싱글로 통합되었으며, 프리스타일과 나이트메어 또한 더블로 통합되었다. 싱글과 더블 외에도 퍼포먼스 유저들을 위한 싱글 퍼포먼스와 더블 퍼포먼스 모드가 추가되었다. 특히 더블 퍼포먼스 중에서는 2~3명이 서로 왔다갔다 하면서 플레이하는 채보도 있어 매니아들의 인기가 높다.

### 콤보
퍼펙트나 그레잇 등의 판정을 연속해서 얻는 경우를 콤보라고 한다. 예를 들어, 곡이 시작한 뒤의 첫 3개의 화살표에 대해 각각 퍼펙트, 그레잇, 퍼펙트의 판정을 받으면 3콤보가 된다. 4콤보부터는 판정 아래에 조그맣게 현재의 콤보가 표시된다. 배드나 미스 판정을 받으면 콤보 수치는 0으로 돌아가며, 이를 "콤보가 끊긴다"고 한다. 3rd O.B.G 버전부터는 미스 판정을 연속 4회 이상 받으면 미스콤보가 표시된다. 퍼펙트 콜렉션까지의 버전에서는 굿을 받아도 콤보가 끊겼으나, 엑스트라 버전 및 그 이후의 리버스를 제외한 모든 버전에서는 굿을 받았을 때 콤보가 이어지는 대신 콤보 수치는 올라가지 않는다. 곡의 처음부터 끝까지 콤보가 끊기지 않고 모든 스텝을 맞추는 경우를 "올 콤보", 줄여서 "올콤"이라고 한다.

### 동시 밟기
동시에 2개 이상의 화살표가 판정선에 도달하는 경우도 있는데, 이를 일부 사용자들은 화살표의 숫자에 따라 "2개짜리", "3개짜리" "3스텝" 등으로 부른다. 3개짜리 이상은 주로 크레이지 등의 어려운 난이도에만 등장하는데, 이는 한 발로 2개의 발판을 밟거나, 혹은 손이나 무릎 등을 이용해 처리할 수 있다. 더블의 경우에는 4개짜리 스텝도 간혹 나오기도 한다.
- 최초의 3스텝곡: 1st의 이그니션 스타츠!-Hard, 1st 디바 리믹스-Single, 1st 디스코 리믹스-Single
- 최초의 4스텝곡: 2nd의 2nd 히든 리믹스-Double
- 최초의 5스텝곡: Extra의 이박사 리믹스-Single / 반야의 미스'S 스토리-Crazy
- 최초의 10스텝곡: 익시드2의 익시드2 오프닝(無言歌 RAW딩중...)-Nightmare

### 성적
Pump it up 중에서 한 곡을 선택하여 그것이 완전히 끝났을 때에 Perfect, Great, Good, Bad, Miss의 개수 등을 모두 보여주면서 성적이 나오는데, S가 가장 상위권이고 그 다음이 A, B, C, D 성적 순으로 나뉜다. F는 한 마디로 실패하였기 때문에 NX와 그 이전 버전에서는 그냥 Game Over로 끝났지만, NX2 이후부터는 첫 번째 스테이지에 F가 났어도 두 번째 스테이지까지 하고 게임 오버가 되었다. 2010년에 출시된 Fiesta 버전부터는 S랭크가 실버S, 골드S, 골드SS(더블S)의 3개로 세분화되었다. 미스가 없지만 굿, 배드가 섞여 있으면 실버S, 굿 배드 미스가 모두 없이 퍼펙트와 그레이트만 있으면 골드S, 아예 모두 퍼펙트로 밟으면 골드SS랭크가 뜬다.

## 이전 게임 모드
현행의 난이도 체계는 싱글과 더블로만 나뉘며 레벨로 표기한다. 이에 따라서 이전 게임 모드에 대한 설명을 한다.

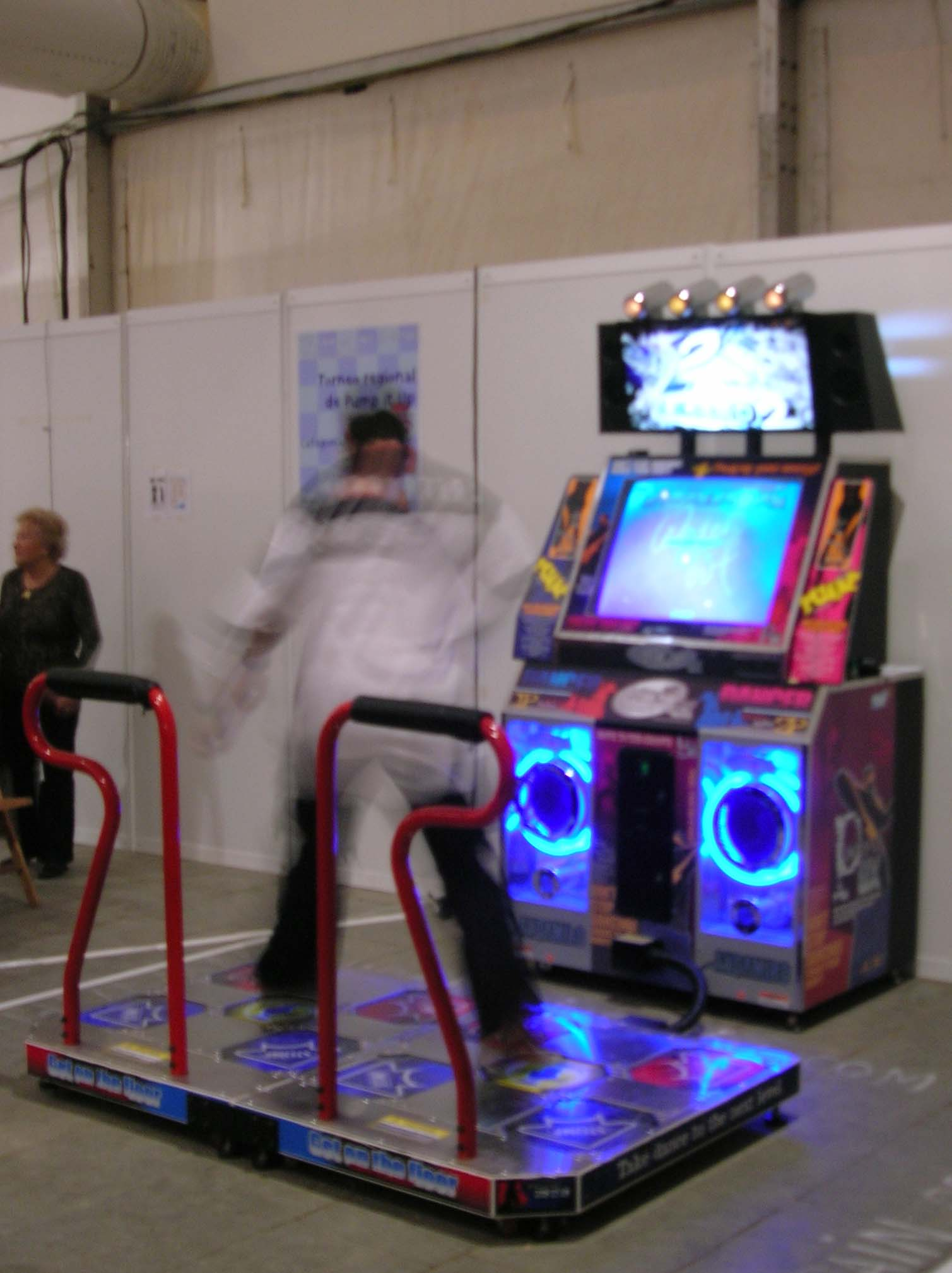
더블 모드를 플레이하는 모습

- 노멀(Normal), 이지(Easy): 노멀은 펌프에서 가장 쉬운 난이도의 싱글 모드(한 명의 플레이어 당 5개의 발판만을 사용하는 모드)로, 3rd 이전 버전과 REBIRTH에서는 이지로 표기되어 있다. 게임을 처음 시작하는 초보자를 위한 모드이다. 정박(4분음표) 이외의 박자는 거의 없다.
- 하드(Hard): 노멀보다 어려우며, 가장 많은 수의 사람들이 플레이하는 싱글 모드이다. 대부분의 곡에 반박(8분음표)이 등장한다. 5개의 발판만을 사용한다.
- 크레이지(Crazy): 하드보다 어려우며, 전통적으로 가장 어려운 싱글 모드이다. 대부분의 곡에 4분박(16분음표) 혹은 6분박(24분음표)이 있으며, 3rd 버전에서 처음으로 등장했다. 'The Collection'까지는 숨겨진 모드였으나, 'Perfect Collection'부터 정식으로 바뀌였다.
- 프리스타일(Freestyle), 더블(Double), 퍼포먼스(Performance): 기존의 여러 버전에서는 더블로 표시되었으나, 프렉스 3 버전부터는 프리스타일로 이름이 바뀌었다. 또한 NXA버전에서는 퍼포먼스로 명칭이 바뀌었다. 여기에서는 한 명의 플레이어가 양쪽 10개의 발판을 모두 사용한다. 대체로 스텝의 패턴과 난이도는 하드 모드와 비슷하다.
- 나이트메어(Nightmare): 프렉스 3 버전부터 등장하기 시작했다. 10개의 발판을 사용하며, 더블 모드보다 난이도가 높다. 프렉스 3에서는 모든 나이트메어 곡의 레벨이 99로 책정되어 있어서, 화면 끝에서 끝까지 조그만 해골이 늘어서 있는 것으로 나타났다. 그 반면, 익시드에서는 곡에 따라 8에서 20 사이의 난이도가 배정되어 있다.
- 논스톱 리믹스(Nonstop Remix): 여러 개의 곡을 섞어서 만든 리믹스를 플레이하는 모드이다. 리믹스의 길이는 대략 2~3분 가량으로 일반 곡에 비해 상당히 길다. 1st에서는 1Credit에 1스테이지밖에 못한다는 설정이었다. 따라서 2nd부터는 더블까지 수록된 동시에 2스테이지로 늘렸다. 대부분의 버전에서 일반 모드에서는 3스테이지가 기본인 데 반해, 리믹스 모드에서는 2스테이지 정도만으로 플레이가 끝난다. 엑스트라 후의 버전에서는 사라지고 프리미어 1 ~ 익시드 1까지는 존재하지 않았으나, 익시드 2부터 부활한다. 단 ms군의 히스토리: 우리는 열정이다와 같은 4분 40초로 가장 긴 시간을 가진 최초의 리믹스 곡은 피에스타부터 등장하고, 펌프 클래식 리믹스 A, 펌프 클래식 리믹스 B와 같은 6분 이상 넘은 곡이 피에스타 1.20부터 최초로 등장하였다.
- 하프더블(Half-Double): 리버스, 프리미어 2, 프리미어 3, 프렉스 3 버전에만 등장한 모드. 10개의 발판 중 바깥쪽 4개를 제외한 안쪽의 6개만을 사용한다. 난이도는 더블 모드보다 조금 더 쉬운 편이다.
- 엑스트라 익스퍼트(eXtra eXpert): 엑스트라 버전에만 등장한 모드로, 줄여서 "XX"로 표기한다. 이는 XX 싱글과 XX 더블로 나뉘는데, XX 싱글은 다른 버전의 크레이지와 큰 차이가 없으며, XX 더블은 나중에 등장할 나이트메어 모드와 비슷하다. 싱글 스텝과 더블 스텝이 같은 모드에 진열되는 것은 XX 모드가 유일하다. 난이도는 처음 게임을 시작할 때 기준으로 1레벨(1st Level)에서 4레벨(4th Level)까지 있으며, 숨겨진 곡들은 5레벨(5th Level)과 파이널 레벨(Final Level)이 부여되어 있다.
- 디비전(Division) : 리버스와 프리미어 2 버전에만 등장한 싱글 모드로서, 플레이 도중 화면 하단에 "Attention"(번역:주의)(이)라는 문구가 나온 후 화살표 대신 G나 W라는 글자가 올라온다. 이때 G에 대응되는 발판을 밟을 경우 그루브 스타일(Groove Style)의 쉬운 스텝(화살표의 배치)이, W에 대응되는 발판을 밟을 경우 와일드 스타일(Wild Style)의 어려운 스텝이 올라온다. 난이도는 대체로 G와 W 중 어느 쪽을 선택하는지에 따라 노멀 수준에서 크레이지 수준까지 달라지나, 몇몇 곡의 경우 G를 밟지 않고 모든 W를 전부 밟을 경우 크레이지보다도 상당히 어려운 스텝이 나타나게 된다. 이와 같이 플레이 도중에 지속적으로 난이도를 바꿀 수 있으므로, 디비전 모드의 곡들은 난이도가 "??"으로 표기되어 있다.
- 배틀 모드(Battle Mode) : 두 명의 플레이어가 하드나 크레이지 모드의 곡을 하나 고른 뒤, 보다 높은 점수를 얻기 위해 경쟁하는 모드이다. 프리미어 버전에서는 상대방에게 배니쉬 모드 등을 거는 공격을 할 수 있는 기능이 생겼으나, 이는 잠시 유지되다가 엑스트라와 프렉스 버전에서 사라진 다음, 나중에 익시드 2에서 다시 생겼다. 이 모드에서는 스테이지 브레이크가 작동하지 않는다. 아쉽게 프라임에서 콤보 배틀 모드와 함께 희생양을 포함시켜 삭제되고 말았다.
- 콤보 배틀 모드(Combo Battle Mode) : 두 명의 플레이어가 보다 높은 최대 콤보(맥스 콤보, Max Combo)를 얻기 위해 경쟁하는 모드이다. 엑스트라~익시드2까지 존재 하다가 피에스타에서 부활했다.

## 출시된 버전
- 출시 시기는 아케이드를 기준으로 한다.
- ⓐ는 아케이드, ⓟ는 가정용 및 PS2, PSP, XBOX용을 가리킨다.

- 1st Dance Floor ⓐ (1999년 9월 20일)

게임 모드: 이지, 하드, 더블, 논스톱 리믹스, 배틀
퍼스트는 대한민국 내수용으로 처음으로 출시된 버전이다. 수록곡은 일반곡 15곡과 리믹스 4곡이다. 김현정의 실루엣은 초창기에 등장한 곡이였으나 패치이후에 삭제되면서 '허니 패밀리의 랩교 2막'이 그 자리를 채웠다. 그렇게 되면 그 이후의 버전에는 등장하지 않았다. 1st의 배틀 모드는 다른 버전의 배틀 모드와는 다른데, 음악에 맞춰 스텝을 밟으면 그 스텝이 상대편으로 그대로 전해지는 방식이다. 1st의 배틀 모드도 역시 다른 곡들과는 달리 1st에만 나오고 그 이후의 버전에는 등장하지 않았다.
- 2nd Dance Floor ⓐ (1999년 12월 27일)

게임 모드: 이지, 하드, 더블, 논스톱 리믹스(싱글/더블), 배틀
세컨드는 1st 버전과 동일한 인터페이스를 사용했다. 수록곡은 1st의 5곡, 구곡 리믹스 1곡과 신곡 17곡, 리믹스 6곡이다. 새로 등장한 리믹스 더블 모드는 모드 선택 화면에서 발판을 이용해 커맨드를 입력해야만 고를 수 있다. 또한, 리믹스 첫 스테이지를 S로 클리어 해야만 두 번째 스테이지에서 고를 수 있는 히든 리믹스도 한 곡 있다. (2nd 히든 리믹스)
- The Fusion / 1st & 2nd Dance Floor ⓟ (2000년 1월)

게임 모드: 이지, 하드, 더블, 논스톱 리믹스(싱글/더블), 배틀
퓨전은 컴퓨터에 연결해서 플레이할 수 있는 첫 가정용 버전이다. 퍼스트와 세컨드 버전의 모든 곡(일반곡 32곡, 리믹스 10곡)을 수록하고 있으며, 그 외의 신곡은 없다. 원래 '퓨전'이라는 단어는 1st와 2nd 두 개의 버전을 합해서 발매한다는 의미였으나, 나중에는 'PC용'을 일컫는 단어로 변용되었다.
- 3rd Dance Floor: The O.B.G. ⓐ (2000년 5월 7일)

게임 모드: 이지, 하드, 크레이지, 더블, 논스톱 리믹스(하드/크레이지/더블), 배틀
수록곡은 구곡 3곡, 신곡 21곡, 리믹스 6곡이다. 3.04 버전부터, 처음으로 크레이지가 히든 모드로서 등장했다. 크레이지 모드를 선택하기 위한 커맨드를 입력한 뒤 리믹스 모드를 선택하면 리믹스 크레이지 모드를 플레이할 수 있다. 파란 발판으로 곡을 스크롤한 뒤, 빨간 발판으로 화면에 나타난 두 곡 중 하나를 선택하는 새로운 인터페이스가 적용되었다. 또한 게이지의 체력이 거의 소모 되었을 경우 이전 버전까지는 BGA에 'DANGER'가 표시되었지만 이 버전부터 게이지바에 빨간색 배경과 함께 'DANGER'가 표시되었다. 색상 테마는 분홍색으로, 랭크 평가를 비롯해 게임의 많은 부분이 분홍색으로 처리되어 있다. O.B.G.는 Oldies But Goodies의 약자로, 직역하면 "옛 것이지만 좋은 것" 정도가 된다. 부제에 맞게 3rd 버전은 90년대에 히트를 쳐 많은 한국인들의 기억에 남아있는 곡들을 주로 수록하고 있으며, 반야의 신곡들도 90년대 스타일이다.
- The O.B.G. : Season Evolution ⓐ (2000년 9월 3일)

게임 모드: 노멀, 하드, 크레이지, 더블, 논스톱 리믹스(하드/크레이지/더블), 배틀
신곡 14곡과 리믹스 1곡이 추가되었다. 원래는 'Summer Edition'으로써 기획되었지만, 제작 기간이 길어져 부제가 바뀌었다. 이지 모드의 난이도가 상대적으로 높아져 노멀 모드로 이름이 바뀌었다. SE에 수록된 컨츄리 꼬꼬의 'Kiss'는 저작권 문제때문에 삭제되어 이후의 버전에서는 등장하지 않는다.
- The Collection ⓐ (2000년 11월 14일)

게임 모드: 노멀, 하드, 크레이지, 더블, 논스톱 리믹스(하드/크레이지/더블), 배틀
일반곡 66곡, 리믹스 18곡을 수록하여 Kiss 제외한 SE까지의 모든 곡을 수록하고 있으며, 신곡은 없다. 다만 기존 곡에서 바뀐 점이 있다면 1st부터 극한 난이도에 속한 이그니션 스타츠와 힙노시스의 난이도가 낮아졌다. 곡들이 많은데 선택시간이 비교적 짧았다는 평을 듣는다.
- Perfect Collection ⓐⓟ (2000년 12월 7일)

게임 모드: 노멀, 하드, 크레이지, 더블, 논스톱 리믹스(하드/크레이지/더블), 배틀
더 콜렉션에 수록된 66곡과 리믹스 18곡을 포함하고 있으며, 여기에 신곡 17곡을 추가하였고, 리믹스 신곡은 없다. PC판에서 사용된 여러 비공식 곡들이 추가되었지만 이때 베토벤 바이러스가 처음으로 정식판에서 등장하였으며 상당한 인기를 타기 시작한다. 또한 크레이지 모드가 정식 모드로 승격되었다. 수많은 수록곡으로 인해, 곡 선택 화면은 기존의 타이틀 그림 대신 곡의 제목들만을 보여준다. 이로 인해 용량이 더 작아져서 지금까지 나온 모든 노래가 추가되었다. 인터페이스는 프리미어와 비슷하며 퍼펙트 콜렉션 더 퓨전은 리믹스의 '더블','크레이지'가 존재하지 않았다. 결국 Stage.cfg를 편집해야 플레이가 가능하였지만 다행히도 개발자가 추후 비공식 패치를 만들어 배포하였다. 이 때부터 서태지의 곡들이 추가되기 시작했는데, 서태지의 곡은 자신이 직접 게임사이즈 BGA 제작 및 BPM 측정, 타이틀 이미지 및 채보 제작 등을 직접 편집 작업하였고 물론 러쉬 모드도 인정 안했다.
- EXTRA ⓐ (2001년 1월 20일)

게임 모드: 노멀, 하드, 엑스트라 익스퍼트(싱글/더블), 더블, 논스톱 리믹스(싱글/더블), 배틀
엑스트라는 여러 가지 면에서 특이한 버전이다. 크레이지가 엑스트라 익스퍼트로 이름이 바뀌었으며, 처음으로 롱노트가 등장했다. 안다미로의 지원을 받아 테크노 모션의 제작사인 F2시스템이 제작한 버전이다. 빨간 발판을 통해 매 스테이지마다 각 모드 사이를 오갈 수 있고, 가운데 발판은 곡 선택에 사용된다. 퍼스트부터 퍼펙트 콜렉션까지 유지되었던 커맨드가 크게 바뀌었다. 총 3스테이지 (2스테이지 + 보너스 스테이지) 설정과 총 4스테이지 (3스테이지 + 보너스 스테이지) 설정을 기계 옵션으로 조정할 수 있다. 이 버전에서는 리믹스를 1,2스테이지에서 플레이 할 경우 보너스 스테이지가 존재할 경우 보너스 스테이지가 최종 스테이지로 된다. 엑스트라에 수록된 클론의 '초련 테크노'는 컨츄리꼬꼬의 Kiss와 마찬가지로 저작권 문제때문에 삭제되어 이후의 버전에서는 등장하지 않는다. 게다가 엑스트라에 수록된 엑스트라의 리믹스 곡도 엑스트라에 등장하다가 그 이후의 버전에는 등장하지 않았다.
- The Premiere / The International Dance Floor ⓐ (2001년 6월)

게임 모드: 노멀, 하드, 크레이지, 더블, 배틀
프리미어는 첫 수출용이자 유럽지역 전용 첫 번째 버전으로, 대한민국에는 정식 출시되지 않았다. 수록곡은 Perfect Collection 이전까지의 81곡과 신곡 6곡으로 구성되어 있다. 신곡은 전부 미국 팝송이며, 제목이 한국어인 구곡들은 번역되거나 혹은 로마자로 표기되었다. 리믹스는 모두 삭제되었으며, 브라질 용으로 특수 제작된 버전도 있는데, 여기에는 일반 버전의 미국 팝송들과 함께 8곡의 브라질 팝송(포르투갈어)이 수록되었다.
- The PREX ⓐ (2001년 11월)

게임 모드: 노멀, 하드, 크레이지, 더블, 배틀
프렉스(PREX)는 남미지역 전용 버전으로 프리미어(PREmiere)와 엑스트라(EXtra)를 합쳐 만들어진 이름으로, 수록곡도 전부 이 두 버전에서 나왔다. 대한민국에는 정식 출시되지 않았으며, 인터페이스는 프리미어와 같다. 수록곡은 프리미어의 87곡에 초련 테크노를 제외한 엑스트라에 수록된 22곡이 추가되었다.
- REBIRTH : The 8th Dance Floor ⓐ (2002년 1월 10일)

게임 모드: 이지, 하드, 크레이지, 풀 더블, 하프더블, 디비전, 콤보 배틀
리버스는 엑스트라 이후 거의 1년 만에 출시된 국내 전용 버전이다. 리버스와 프리미어 2에서는 노멀 모드가 다시 이지 모드로 불리는데, 이는 프렉스 2부터는 또다시 노멀 모드로 되돌아간다. 하프더블과 구별하기 위해, 더블 모드는 풀 더블로 이름이 바뀌었다. 디비전과 하프 더블이 처음으로 등장했으나, 디비전은 사실상 리버스와 큰 차이가 없는 프리미어 2를 제외하면 이후 버전에는 나타나지 않는다. 리버스는 오로지 신곡 36곡을 수록하고 있을 뿐인데, 이 때문에 리버스는 다소 흥행에 실패했다는 평가를 듣기도 한다.
- The Premiere 2 : The 2nd International Dance Floor ⓐ (2002년 3월)

게임 모드: 이지, 하드, 크레이지, 풀 더블, 하프더블, 디비전, 콤보 배틀
프리미어 2는 리버스에 대응되는 유럽 수출용, 유럽지역 두 번째 버전이다. 리버스와 마찬가지로, 엑스트라 수록곡은 전혀 수록하고 있지 않다. 수록곡은 프리미어의 64곡에 36곡이 추가되었다.
- PREX 2 ⓐ (2002년 11월)

게임 모드: 노멀, 하드, 크레이지, 풀 더블, 콤보 배틀
프렉스 2는 프렉스의 후속인 남미지역 수출용 버전이다. 인터페이스는 엑스트라와 비슷하며, 프렉스에 수록된 엑스트라 수록곡들 중 "서커스 매직 유랑단"을 제외한 전부를 수록하고 있다. 수록곡은 기존의 57곡에 리버스의 36곡을 포함하고 있다.
- Premiere 3 / The 3rd International Dance Floor ⓐ (2003년 5월)

게임 모드: 노멀, 하드, 크레이지, 풀 더블, 하프더블, 콤보 배틀
프리미어 3은 엑스트라와 비슷한 인터페이스의 유럽 전용 세 번째 버전이다. 라틴 아메리카 (특히 멕시코) 지역에서 펌프가 상당한 성공을 거둠에 따라, 신곡들은 미국과 라틴 아메리카의 대중가요들로 구성되어 있다. 수록곡은 기존의 곡 36곡에 신곡 20곡이 추가되었다. 또한 이는 국내에서는 단 한군데에서만 비공식적으로 가동된 적이 있었는데 대전에서 비공식적으로 가동되었다는 기록이 있다.
- PREX 3 / The 4th International Dance Floor ⓐⓟ (2003년 10월 4일)

게임 모드: 노멀, 하드, 크레이지, 프리스타일, 하프더블, 나이트메어, 콤보 배틀
프렉스 3은 남미지역 세 번째이자 국내 9번째 버전이다. 엑스트라 이후 펌프의 흐름을 크게 바꾼 버전이며, 본래 PREX 3은 남미쪽 해외 전용 버전인데 국내에 신작 출시를 바라는 매니아들의 열화와 같은 요청에 따라 라이센스 문제가 없는 남미쪽 PREX3을 역수입 하는 형태로 국내에도 발매되었다. 해외용은 랭킹이 저장되는 반면 기존의 하드웨어를 사용하던 국내용 기기에서는 랭킹이 저장되지 않는 차이가 있다. 프렉스 3에서 새로 등장한 나이트메어 모드는 상위 플레이어들에 대한 게임의 난이도를 급격히 높였다. 프렉스 3은 프렉스나 프렉스 2와는 달리 신곡을 (비록 3곡뿐이지만) 포함하고 있으며, 엑스트라 곡은 그다지 많지 않다. 대한민국에서는 프리미어 3가 출시되지 않았기 때문에, 프리미어 3의 신곡이 프렉스 3의 신곡으로 취급되기도 한다. 프리미어 3의 그래픽과 인터페이스를 사용했다. 엑스트라 시리즈에서 샘플링 문제로 삭제된 후, 해외용 버전에는 한번도 등장하지 않았던 반야의 1st 버전 수록곡 이그니션 스타츠와 힙노시스가 수록되었다. 이 때 이그니션 스타츠와 힙노시스, 젝스키스의 컴백외 크레이지 모드가 없는 과거 수록곡 들의 크레이지 모드, 나이트메어 모드를 추가시켰다. 수록곡은 구곡 74곡과 신곡 3곡이다. 안다미로가 라이선스를 얻지 못해, 몇몇 곡은 CD에 수록되어 있음에도 불구하고 게임에는 등장하지 않는다. Stage.cfg 파일을 수정하면 이를 등장시킬 수 있다. 욕설이 포함된 랩 음악을 삭제한 버전도 출시되었는데, 이 버전에서의 수록곡은 총 72곡이다. 프렉스 3의 PC용 버전은 2003년 12월에 출시되었다. 여기에는 프렉스 3에 수록된 모든 곡과 함께, 반야의 3rd 곡인 "서울구경"(구전가요)이 수록되어 있다.
- Exceed / The 5th International Dance Floor ⓐ (2004년 4월 2일)

게임 모드: 노멀, 하드, 크레이지, 프리스타일, 나이트메어, 배틀
이 버전부터는 한국과 세계를 동시에 겨냥했다. 익시드는 신곡이 없는 콜렉션들을 제외하면 10번째 버전으로, 제목인 Exceed와 로고의 커다란 X(로마 숫자 10을 뜻함)로 이를 강조하고 있다. 곡을 BanYa(반야)/Pop(팝)/K-Pop(한국 대중가요)의 세 채널로 나누는 새로운 인터페이스를 선보였다. 빨간 발판을 이용해 채널을 선택하고, 파란 발판을 이용해 채널 내의 곡을 선택하며, 그 뒤에 모드를 선택하는 방식이다. 수록곡은 구곡 77곡에 신곡 27곡이 추가되어 104곡이 수록되었다. 기존 버전과는 전혀 다른, 새로운 하드웨어를 사용한다. 따라서 업그레이드가 비교적 어려우나, 그 대신 기능적으로는 상당히 향상되었다. 기계 소유자가 부적절하다고 판단하는 곡을 게임에 등장하지 않게 설정할 수 있는 새로운 기능이 나타났다.
- Exceed 2 / The 6th International Dance Floor ⓐ (2004년 11월 30일)

게임 모드: 노멀, 하드, 크레이지, 프리스타일, 나이트메어, 배틀, 리믹스
수록곡은 구곡 118곡에 신곡 18곡이 추가되어 136곡. 익시드 2는 익시드의 인터페이스를 약간 수정하여, 플레이어는 처음 시작할 때 세 개의 스테이션 중 하나를 선택하게 된다. 최고 난이도인 물음표 ??로 표기되고 난이도가 추가되었고 엑스트라 이후 사라졌던 리믹스 모드가 부활하였다.
Arcade Station (아케이드 스테이션)익시드의 기본 구성과 유사하다. 한 명의 플레이어를 위한 노멀, 하드, 크레이지, 프리스타일, 나이트메어 모드 등이 있다.
Battle Station (배틀 스테이션)두 명의 플레이어의 배틀을 위한 모드. 1 크레딧으로 두 명이 한 곡을 플레이할 수 있다. 특이하게 생긴 화살표를 밟을 경우, 상대방의 플레이를 방해하는 모드를 걸 수 있다.
Remix station (리믹스 스테이션)리믹스를 플레이하는 모드. 예전의 논스톱 리믹스와 마찬가지로 2곡이 기본이다. 모든 스테이지의 크레이지 모드에서 S를 받을 경우, 10개 동시누르기 롱노트 등으로 인해 사실상 클리어가 불가능한 것으로 알려진 히든곡 無言歌 Raw딩중...을 플레이할 수 있다.
- Pump It Up: In The Groove 2 ⓐ (2005년 6월)

게임 모드: 싱글, 더블, 배틀, 마라톤, 서바이벌
인 더 그루브 2는 록서 게임즈가 안다미로와 제휴하여 만든 인 더 그루브의 후속작이다. 록서 게임즈의 2005년 6월 18일 공식 발표에 따르면 인 더 그루브 2는 펌프 잇 업 시리즈의 일부이나, 펌프 시리즈 중에서는 유일하게 (DDR이나 인 더 그루브와 마찬가지로) 4개의 발판을 사용한다. 게임 중에서 안다미로는 제목 등에만 작은 글씨로 언급되어 있으며, 펌프 잇 업 공식 홈페이지는 인 더 그루브 2를 언급하지 않는다. 이후 록서 게임즈는 안다미로와의 제휴를 끝내고 새 버전을 개발하고 있었지만, 코나미와의 소송에서 인 더 그루브의 지적재산권을 코나미에게 넘겨주게 되었다.
- Exceed SE ⓟ (2005년 8월)

게임 모드: 노멀, 하드, 크레이지, 배틀, 프리스타일, 나이트메어, 서든 데스, 홈, 서바이벌, 아케이드, 비디오
수록곡: 101곡(PS2) 혹은 97곡 + 6곡(XBox)
익시드 SE는 익시드 버전을 PS2 및 Xbox 용으로 이식하여 만들어졌다. 수록곡은 플레이스테이션 2 버전은 101곡, 엑스박스 버전은 97곡. Xbox용 버전의 경우, Xbox Live를 통해 총 6곡을 추가로 다운받을 수 있다. (해당 6곡은 다음과 같다: <A Little Less Conversation>를 Junkie XL이 리믹스한 곡, Earth, Wind, & Fire의 <Let's Groove>, Pandera의 <I Love You Baby>, Crystal Method의 <Name of the Game>, Sugarhill Gang의 <Rapper's Delight>, Steriogram의 <Walkie Talkie>.)
- Zero / The 7th International Dance Floor ⓐ (2006년 1월 28일)

게임 모드: 노멀, 하드, 크레이지, 프리스타일, 나이트메어, 어나더, 미션, 리믹스, 이지 스테이션
제로에서는 초보자를 위한 이지 스테이션이 등장했으며, 펌프에서 최초로 두 명의 플레이어가 동일한 곡의 서로 다른 스텝을 플레이할 수 있다. 반야의 1st 버전 수록곡을 계속 등장시켜 인기명곡으로 등급할 예정이었는데 아쉽게 오리지널 곡 샘플링 문제로 프렉스 3에서 부활했던 이그니션 스타츠가 삭제되었다. 또한 힙노시스도 역시 반야의 데뷔곡 양대산맥인 본 곡이 도매금, 덤과 희생양의 이유로 삭제되었다. 다만 북미판에서는 여전히 존재. 새로운 인터페이스가 적용되어, 곡을 선택하기 전에 배경 애니메이션의 프리뷰를 볼 수 있다. 미션 모드가 추가되어 미션을 깰 때마다 새로운 곡이나 커맨드, 패턴이 추가된다. 제로에 수록된 은지원의 올빼미는 컨츄리꼬꼬의 Kiss, 클론의 초련 테크노와 마찬가지로 저작권 문제때문에 삭제되어 이후의 버전에서는 등장하지 않는다.
- EXCEED Portable ⓟ (2006년)

게임 모드: 노멀, 하드, 크레이지, 프리스타일, 나이트메어, 서든 데스, 홈, 서바이벌, 아케이드, 비디오
펌프 잇 업 더 익시드 포터블은 펌프 잇 업을 플레이스테이션 포터블용으로 이식한 게임이다. 엑스박스용 EXCEED SE를 바탕으로 하고 있으며, 게임의 모든 사항은 익시드와 같다.
- NX / New Xenesis / The 8th International Dance Floor ⓐ (2006년 12월 16일)

게임 모드: 노멀, 하드, 크레이지, 프리스타일, 나이트메어, 어나더, 리믹스, 풀송, 월드 투어, 트레이닝
엑스트라, 프렉스 3 등에서 사용된 인터페이스를 다시 채용하였다. 또한 제로의 미션이 월드 투어로 바뀌었으며 미션의 숫자도 늘어났다. 별, 해골과 물음표로 난이도를 표기하는데, 별 반개에 난이도 1로 총 7개까지 있고, (레벨 1~14) 그 위의 난이도는 해골 1개인데 해골은 반개 단위가 없으며 총 8개까지 있다. (15~23 ; 레벨 15,16 = 해골 1개) NX는 멕시코를 포함한 대한민국 이외의 국가에 선행 발매되었으며, 대한민국에는 심의 문제로 인해 2007년 2월에 발매되었다.
- Pro (2007년 6월)

게임 모드: 노멀, 하드, 크레이지, 프리스타일, 나이트메어, 리믹스(트림 북 오브 더 워 리믹스, 러브 이즈 어 댄저 존 pt. 2: 트라이 투 B.P.M., 위-엑-닥-바, 비메라)
북미에서 DDR과 경쟁하였으나 코나미의 소송에 휘말려 개발이 중지된 스텝매니아 데이터 대응 댄스 게임 인 더 그루브(In the GROOVE)시리즈의 제작진 일부가 ROXOR(락커 게임즈. leet 참조)에서 퇴사한 후 펀 인 모션(Fun in motion)이라는 새로운 회사를 설립, 안다미로의 지원으로 개발하여 북미지역 한정용으로 내놓은 버전. 기존의 펌프잇업 시리즈와는 굉장히 이질적인 모양새를 하고 있으며, 안다미로에서 제작한 엔진을 기반으로 한 것이 아닌 PC용 소프트웨어인 스텝매니아를 기반으로 제작하였다. 덕분에 스텝매니아에서 실행가능한 모든 플레이 옵션이 곡 선택시 설정 가능하며, 이를 위해서 펌프 잇업 Pro가 설치된 기기에는 별도로 본체에 방향설정과 선택을 위한 버튼을 설치하여야 구동이 가능하다. 모든 기종에는 전면부 버튼이 지원이 가능한데, 예외적으로는 DX 기종에는 이 버전이 지원이 되지를 않는다. 또한 이 버전에서는 이그니션 스타츠와 힙노시스가 부활하였는데, 이후 북미판에서는 여전히 수록중이다. 인 더 그루브2에서 지원하던 기능(USB를 이용한 커스텀 패턴 삽입가능)은 전부 지원한다. 실질적으로 FX의 외부에 달린 USB가 제대로 기능을 발휘한 최초의 시리즈. 스텝매니아 기반이긴 하지만, DDR처럼 1롱노트 = 1노트 시스템이 아니다. (즉 일반 펌프처럼 콤보가 쫙쫙 올라간다.) 스테이지 설정은 최대 5스테이지까지 있다. 다만 일본의 World game circus 오락실에서 직수입으로 Pro 시리즈를 들여놓기는 하였는데, 이는 비공식 일본 가동이다.
- Zero Portable ⓟ (2007년 10월)

게임 모드: 노멀, 하드, 크레이지, 프리스타일, 나이트메어, 어나더, 리믹스
펌프 잇 업 더 익시드 포터블에 이은 2번째 플레이스테이션 포터블용 펌프 잇 업. 제로와 NX의 신곡을 추가했으며, 제로버전의 인터페이스를 기반으로 하고 있다. PSP의 애드혹 기능을 이용한 무선 대전, 게임으로 모은 포인트로 NX신곡/스텝 스킨/뮤직 비디오를 구입할 수 있는 점 등이 특징.
- NX2 / Next Xenesis / The 9th International Dance Floor ⓐ (2007년 12월 14일)

게임 모드: 노멀, 하드, 크레이지, 프리스타일, 나이트메어, 어나더, 리믹스, 풀송, 월드 맥스, 트레이닝
엑스트라, 프렉스 3, NX와 유사한 인터페이스를 발전시킨 버전이다. 이 때부터 펌프 잇 업 전용 USB 시스템이 도입되어, 이 USB를 사용하면 유저들의 플레이 정보가 저장되며 USB가 있어야만 이용할 수 있는 여러 컨텐츠를 할 수 있다. 또 USB 시스템으로 NX때까지 사용되었던 인터넷 랭킹 방식이 변화하여 코드 입력 방식을 폐지하고 USB를 컴퓨터에 연결해 전용 프로그램을 이용해 올리는 방법으로 바뀌었다. NX의 월드 투어는 월드 맥스로 바뀌었는데, 가상의 대륙의 땅을 돌아다니며 지역마다 있는 미션들을 깨는 모드다. 난이도 표기는 NX2의 방식에 숫자 표시가 추가되어 유저들의 혼란과 이전 미션의 숫자를 줄였다. 트레이닝 모드가 업그레이드되어 초보자는 물론 중수와 고수들도 더 많은 테크닉을 배울 수 있다. 이 버전부터 3+1 스테이지 방식 대신 2+1 스테이지 방식으로 바뀌었다. 1스테이지에서 F가 나와도 게임 오버가 되지 않으나, 2스테이지가 Final Stage가 되어 Bonus Stage를 해도 3스테이지만 할 수 있다.
- NXA / NX Absolute / The 10th International Dance Floor ⓐ (2008년 11월 25일)

게임모드: 노멀, 하드, 크레이지, 퍼포먼스, 나이트메어, 어나더, 리믹스, 풀송, 월드 맥스, 이지, 브레인 샤워
엑스트라, 프렉스 3, NX, NX2 이후 펌프의 흐름을 크게 바꾸고 기능을 발전 보강시킨 버전이며 마지막 인터페이스다. NX2부터 도입된 USB 시스템은 더 강화되어, 월드 맥스에서 사용가능한 아이템 기능이 추가되었다. 또한 브레인 샤워라는 새로운 모드가 추가되었다. 기존 방식의 게임을 즐기되 중간에 나오는 퀴즈를 푸는 방식으로, 기억력, 암산력, 관찰력 부문이 있으며 USB가 있는 유저들은 이 모드를 깨면 새로운 패턴과 같은 여러 보상을 받을 수 있다. NX2의 트레이닝 모드대신 Zero의 이지 스테이션이 부활했으며, Zero의 이지 스테이션과는 다르게 플레이어의 실력에 따라 난이도가 달라지는 방식을 채택했다. 스테이지 방식이나 난이도 표기는 NX2의 방식을 그대로 따르고 있다.
- 2010 Fiesta / Pump it Up: 10th Anniversary Version ⓐ (2010년 3월 6일)

게임 모드: 싱글/더블 [베이직 모드/풀 모드 - 듀얼 인터페이스 지원]
10주년 기념작인 2010 피에스타이다. 기존 노멀, 하드, 크레이지, 프리스타일, 나이트메어로 나뉜 난이도 체계를 싹 갈아 엎고 싱글, 더블로 인한 난이도로만 바꿔버린 최초의 버전. 인터페이스가 완전히 달라졌으며, 펌프가 역시 매니악해지는 성격 때문에 난이도 체계를 갈아엎었는데 반응은 성공적이라는 평이다.
- Pro 2 ⓐ (2010년 7월)

게임 모드: 노멀, 하드, 크레이지, 프리스타일, 나이트메어, 리믹스(트림 북 오브 더 워 리믹스, 러브 이즈 어 댄저 존 pt. 2: 트라이 투 B.P.M., 위-엑-닥-바, 비메라)
북미지역 전용 버전인 Pump It Up Pro의 후속작. 전작인 펌프 잇 업 프로가 북미시장에서 DDR의 독점에 가까운 상황에서 괜찮은 실적을 내면서 펀 인 모션이 새롭게 개발한 북미지역 전용 두 번째 버전. 전작과 동일하게 스텝매니아 데이터 기반으로 가동되며, 커스텀 패턴과 같은 스텝매니아 특유의 요소 역시 그대로 대응한다. USB를 통한 기기 업데이트 역시 지원된다. 또한 안타까운 점은 이그니션 스타츠와 힙노시스가 또 다시 삭제되어 이후 버전에서는 등장하지 못하였다. 게다가 전작의 프리미어2에서 수록하지 못한 엑스트라와는 달리 NX2와 NXA의 수록곡은 전혀 수록하고 있지 않았다. 전작과의 시스템적 차별점은 거의 없지만 대신 Pro2만의 신곡을 대거 투입, 78곡이라는 방대한 양의 다양해진 뮤지션들의 신곡을 즐기는 것을 전작보다 강화된 최고의 강점으로 내세웠다. USB 업데이트 시스템을 통해 추가로 신곡이 들어갈 예정이라고 한다. 이와는 별개로 Pro2의 출시 즈음부터 Pro 시리즈의 시스템을 이용하여 32명 이상의 인원이 동시에 펌프 잇 업을 통해 운동을 할 수 있는 펌프 잇 업 프로 피트니스(Pump it up Pro Fitness)사업을 전개중이였고 역시 인기가 좋아 북미쪽은 아예 전용 시리즈 개발로 결정된듯 하다.
- 2011 Fiesta EX / The 12th International Dance Floor ⓐ (2011년 3월 6일)

게임 모드: 싱글/더블 [베이직 모드/풀 모드 - 듀얼 인터페이스 지원]
안다미로에서 'PIU의 2번째 혁신'이라는 슬로건을 건 2011년도 신작. WPF 2011 공식 버전이고 피에스타의 확장팩 개념이기도 하다. 그러나 안타까운 점은 4년 동안 제공해왔던 이 얍과 2년 동안 펌프 잇 업의 개발자를 제작해온 ms군은 이번작에서 더 이상 오리지널 곡을 단 한번도 수록하지 못하였다. 이전 버전인 피에스타에서 존재하는 게임 모드를 그대로 가져와서 초보자들의 편의에 신경썼고 인터페이스는 기존 버전과 비슷하게 채용했지만 편의성이 더 향상되었다. 커맨드에서 가장 눈의 띄는 사항은 Auto Velocity가 추가된 점이다. 곡의 BPM에 따라 속도가 알맞게 조절되는 설정이고 이번에 새롭게 참여한 아티스트들이 상당히 많은데 대부분 다른 음원계 또는 리듬게임 음원 아티스트들이라는 점에서 주목을 받고 있다. 피에스타 EX의 해외판에 수록된 샤이니의 링 딩 동은 저작권 문제때문에 삭제되어 대한민국 수록은 무산되고 이후의 버전에서는 등장하지 않는다. 전작에 내장되었으나 실제로는 미구현이었던 UCS(User Custom Step)이 1.51 패치에 와서야 공개되었다. UCS는 유저가 오리지널 튠즈에 있는 음원을 사용하여 유저가 자체적인 스텝을 제작해서 플레이가 가능한 시스템이다. USB 1개당 모드 관계없이 5개까지 스텝제작이 가능하며 현재 141개의 오리지널 곡의 음원이 제공되고 있다.
- 2013 Fiesta 2 / The 13th International Dance Floor ⓐ (2012년 11월 24일)

게임 모드: 싱글/더블 [베이직 모드/풀 모드 - 듀얼 인터페이스 지원]
피에스타 EX의 차기작 2013 피에스타 2이다. 9월 25일에 티저 영상을 통해 일부 공개되었고, 남미에서는 이미 2012년 11월 24일에 발매하였고 우리나라는 심의문제로 인해 12월 20일에 발매되었다. 불행히도 이 얍과 ms군처럼 초창기를 제공해온 반야 프로덕션이 이번작에서도 오리지널 곡을 더 이상 제공하지 않기 때문에 신곡이 없다는 것. 무려 450곡(링 딩 동 제외)에 달하는 사상 최대의 수록곡이 특징이고 3000개 이상의 step chart를 보유하고 있고 듀얼 인터페이스 및 유저 커스터마이징 시스템이 포함되어 있고 미션 존의 전면적인 개편이 이루어졌다. 국가에 따라 게임명이 분리되고 있는데, 아시아와 오세아니아 및 남미권은 피에스타 2이고 북미 및 유럽지역은 인피니티로 이어가고 있다. 듀얼 인터페이스는 기본 인터페이스는 베이직 모드로 시작하지만 USB를 사용하거나 별도 커맨드(175939571)를 입력하면 풀 모드로 진입한다. 이번에 추가된 신규 음원은 총 46개이며 참여한 주요 아티스트는 DM 아슈라, 도인, SHK, 맥스, 약 원, 크랭키, 스콰르 등이 있다. 피에스타 2에 수록된 2PM의 핸즈 업 (이스트4A 믹스)는 저작권 문제로 삭제되어 이후의 버전에서는 등장하지 않는다.
- Infinity ⓐ (2013년 1월)

북미,유럽 전용 한정판으로 출시된 버전. 기존 스텝매니아 데이터를 사용한 펌프 잇업 프로 2의 정식 북미지역 3번째판이자 유럽지역 4번째판이다. 유럽지역은 유럽 전용 버전인 프리미어 3 이후 긴 간격을 통해 발매된 케이스이다. 이 점은 힙노시스 (신스울프 믹스)의 추가로 사라졌던 오리지널 버전 힙노시스가 이 버전에서 일시 수록하였다. 개발 엔진은 안다미로에서 제공한 엔진으로, 피에스타 EX와 동일한 기술을 사용해 개발되어 있다. 또한 프렉스 3 이후 사라진 하프더블 모드가 인피니티에서 재부활된 버전이다. 이 버전부터는 전면부 버튼이 사실상 필요가 없는 버전이며, 전면부 버튼이 적용이 되지 않았던 DX 기체에서도 인피니티가 적용이 되지만 발판으로 사용하기 때문이다. 이때부터 아시아, 남미, 오세아니아 전용버전인 피에스타 시리즈랑 북미/유럽쪽 버전인 인피니티 시리즈로 갈라지게 되었다.
- 2015 Prime / The 14th International Dance Floor ⓐ (2014년 12월 24일)

게임 모드: 싱글/더블 [베이직 모드/풀 모드/랭크 모드 - 듀얼 인터페이스 지원]
본래 2014년 11월에 발매 예정이었으나, 12월 24일에 연기되어 발매되었다. 시리즈 최초로 HD 화질, 랭크 모드를 지원하며, 맴매, M2U, 나토 등이 오리지널 곡 제작에 참여하였으며, 이 얍이 다시 돌아왔다. 그러나 이번작 역시 반야 프로덕션처럼 약_원과 SQUAR의 신곡이 단 한 곡도 수록하지 못하였다. 또한 아이돌 그룹 곡이 일부 수록 되었으며, 오리지널 곡을 비롯해 국내(핸즈 업 (이스트4A 믹스)포함) 또는 해외 라이센스 문제로 일부 구곡이 삭제되었다. 그러나 익시드 2 이후 사라졌던 이그니션 스타츠와 힙노시스가 1.01 패치로 뜬금없이 10여년만에 다시 부활하였다. 2015년 6월 24일에는 시리즈 최초로 일본에서도 발매되었는데, 본가판과는 달리 일부곡이 삭제되었고, 대신 소수의 일본곡이 추가되는 등 몇 가지의 차이점이 있다. 일본판의 경우 세가가 수입 및 유통을 담당하고 있다.
- 2017 Prime 2 / The 15th International Dance Floor ⓐ (2016년 11월 25일)

게임 모드: 싱글/더블 [베이직 모드/풀 모드/랭크 모드 - 듀얼 인터페이스 지원]
- XX / 20th Anniversary Edition ⓐ (2019년 1월 7일)

게임 모드: 싱글/더블 [베이직 모드/풀 모드/랭크 모드 - 듀얼 인터페이스 지원]
20주년 기념작이다.
- Phoenix

## 스낵 제품
2000년 해태제과와 안다미로 협업을 통해 펌프 잇 업을 바탕으로 스낵제품을 출시하였다. 스낵제품에는 스낵뿐만 아니라 족보(채보,특히 2nd나 OBG의 노멀/하드 채보)나 스타 스티커사진이 들어있다. (핑클, 유승준 등) 그리고 스낵은 매콤한맛/불고기맛의 두가지 맛이지만 스낵의 일부가 아주매운맛도 들어있다. 모델은 량현량하이었으며 1999년 자사의 스낵제품 바밤바에서 펌프잇업을 모델로 출연한 적이 있었고, 2000년 4월 13일 국회의원 선거 CF때도 이홍렬이 모델로 출연한적이 있었다. 그러나 아쉽게도 스낵제품의 계약료가 올라 2001년에 단종되었다.

## 같이 보기
- 반야 - 초창기에 등장한 작곡자. 1st에서 제로까지 독립하였고 NX부터는 반야 프로덕션으로 새롭게 변경했으나, 피에스타 2에서 은퇴하였다.
- 이 얍 - 게임 자체 곡을 다수 작곡한 작곡자. NX부터 피에스타까지 독립하였다. 피에스타 EX에서 은퇴하였으나 프라임에 복귀하였다.
- 베토벤 바이러스 - 게임 자체 곡을 사용한 동명의 TV 드라마.
- ms군 - 펌프 잇 업의 개발자이자 제작자. NXA와 피에스타에 독립하였지만 피에스타 EX에서 은퇴하였다.
- Doin - 피에스타부터 오리지널 곡 제작에 참여한 작곡가. 디지털 음악의 대표 곡인 진공(Vacuum)과 클리너(Cleaner)가 있다.
- SHK - 도인과 마찬가지로 피에스타부터 오리지널 곡 제작에 참가한 작곡가. EZ2DJ와 오투잼, 리듬스타에도 작곡에 참가하였다.
- 맥스 - 역시 도인, SHK와 마찬가지로 피에스타부터 오리지널 곡 제작에 참가한 작곡가.
- 약_원 - 피에스타 2부터 오리지널 곡 제작에 참가한 작곡가.
- 크랭키 - 약_원과 마찬가지로 피에스타 2부터 오리지널 곡 제작에 참가한 작곡가.
- SQUAR - 피에스타 2부터 처음으로 오리지널 곡 제작에 참가한 작곡가.
- M2U - 프라임부터 오리지널 곡 제작에 참가한 작곡가.
- Warak - 프라임부터 오리지널 곡 제작에 참가한 작곡가.
- nato - 프라임부터 오리지널 곡 제작에 참가한 작곡가.
- Memme - 프라임부터 오리지널 곡 제작에 참가한 작곡가.
- Paul Bazooka - 프라임부터 오리지널 곡 제작에 참가한 작곡가.